# 806
806 (DCCCVI) je bilo navadno leto, ki se je po julijanskem koledarju začelo na četrtek.

## Dogodki
- 1. januar

## Smrti
- al-Fazari, arabski astronom (* okoli 735)
- Miliduh, vojvoda Sorbob/Srbov (* ni znano)